# Surrain
Surrain est une commune française située dans le département du Calvados en région Normandie, peuplée de 142 habitants.

## Géographie
Surrain est une commune du Bessin située à treize kilomètres à l'ouest de Bayeux, sur la route nationale 13. Surrain est traversée par l'Aure inférieure.
| Formigny | Colleville-sur-Mer   | Colleville-sur-Mer, Russy    |
| Formigny | Surrain              | Russy                        |
| Formigny | Mandeville-en-Bessin | Mosles, Mandeville-en-Bessin |

### Hydrographie
La commune est située dans le bassin Seine-Normandie. Elle est drainée par l'Aure, le fossé 01 du Château de Douville et un autre petit cours d'eau,.
L'Aure, d'une longueur de 82 km, prend sa source dans la commune de Caumont-sur-Aure et se jette  dans la Vire en limite d'Osmanville, Isigny-sur-Mer et Carentan-les-Marais, après avoir traversé 26 communes. 

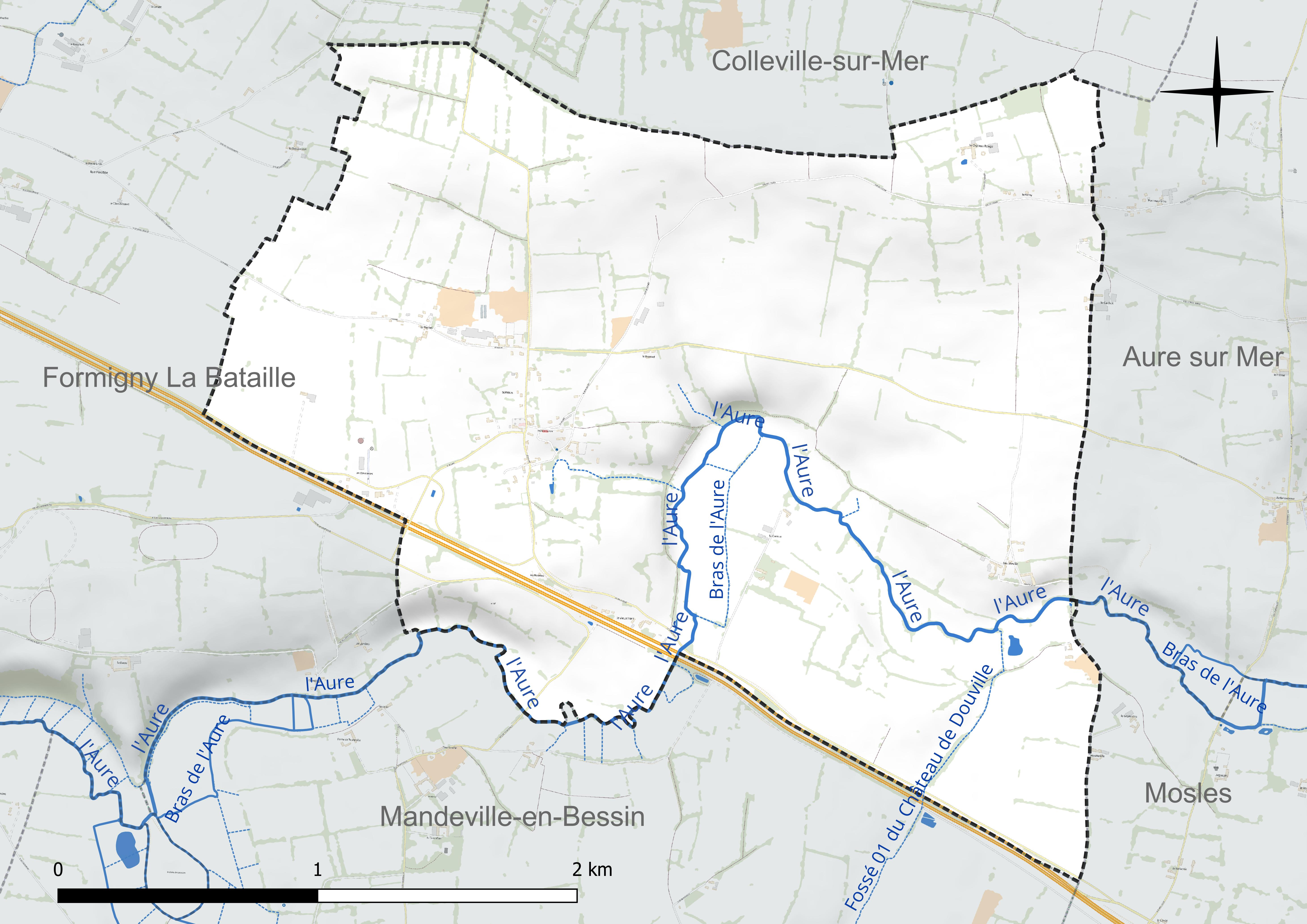
Réseau hydrographique de Surrain.

### Climat
Pour des articles plus généraux, voir Climat de la Normandie et Climat du Calvados.
En 2010, le climat de la commune est de type climat océanique franc, selon une étude du CNRS s'appuyant sur une série de données couvrant la période 1971-2000. En 2020, Météo-France publie une typologie des climats de la France métropolitaine dans laquelle la commune est exposée à un climat océanique et est dans la région climatique Normandie (Cotentin, Orne), caractérisée par une pluviométrie relativement élevée (850 mm/a) et un été frais (15,5 °C) et venté. Parallèlement le GIEC normand, un groupe régional d'experts sur le climat, différencie quant à lui, dans une étude de 2020, trois grands types de climats pour la région Normandie, nuancés à une échelle plus fine par les facteurs géographiques locaux. La commune est, selon ce zonage, exposée à un « climat maritime », correspondant au Cotentin et à l'ouest du département de la Manche, frais, humide et pluvieux, où les contrastes pluviométrique et thermique sont parfois très prononcés en quelques kilomètres quand le relief est marqué.
Pour la période 1971-2000, la température annuelle moyenne est de 10,8 °C, avec  une amplitude thermique annuelle de 11,4 °C. Le cumul annuel moyen de précipitations est de 874 mm, avec 13,7 jours de précipitations en janvier et 8 jours en juillet. Pour la période 1991-2020, la température moyenne annuelle observée sur la station météorologique la plus proche, située sur la commune de Balleroy-sur-Drôme à 16 km à vol d'oiseau, est de 11,2 °C et le cumul annuel moyen de précipitations est de 924,3 mm,. Pour l'avenir, les paramètres climatiques de la commune estimés pour 2050 selon différents scénarios d'émission de gaz à effet de serre sont consultables sur un site dédié publié par Météo-France en novembre 2022.

## Urbanisme

### Typologie
Au 1er janvier 2024, Surrain est catégorisée commune rurale à habitat très dispersé, selon la nouvelle grille communale de densité à 7 niveaux définie par l'Insee en 2022.
Elle est située hors unité urbaine. Par ailleurs la commune fait partie de l'aire d'attraction de Bayeux, dont elle est une commune de la couronne,. Cette aire, qui regroupe 29 communes, est catégorisée dans les aires de moins de 50 000 habitants,.

### Occupation des sols
L'occupation des sols de la commune, telle qu'elle ressort de la base de données européenne d'occupation biophysique des sols Corine Land Cover (CLC), est marquée par l'importance des territoires agricoles (100 % en 2018), une proportion identique à celle de 1990 (100 %). La répartition détaillée en 2018 est la suivante : 
prairies (61 %), terres arables (39 %). L'évolution de l'occupation des sols de la commune et de ses infrastructures peut être observée sur les différentes représentations cartographiques du territoire : la carte de Cassini (XVIIIe siècle), la carte d'état-major (1820-1866) et les cartes ou photos aériennes de l'IGN pour la période actuelle (1950 à aujourd'hui).

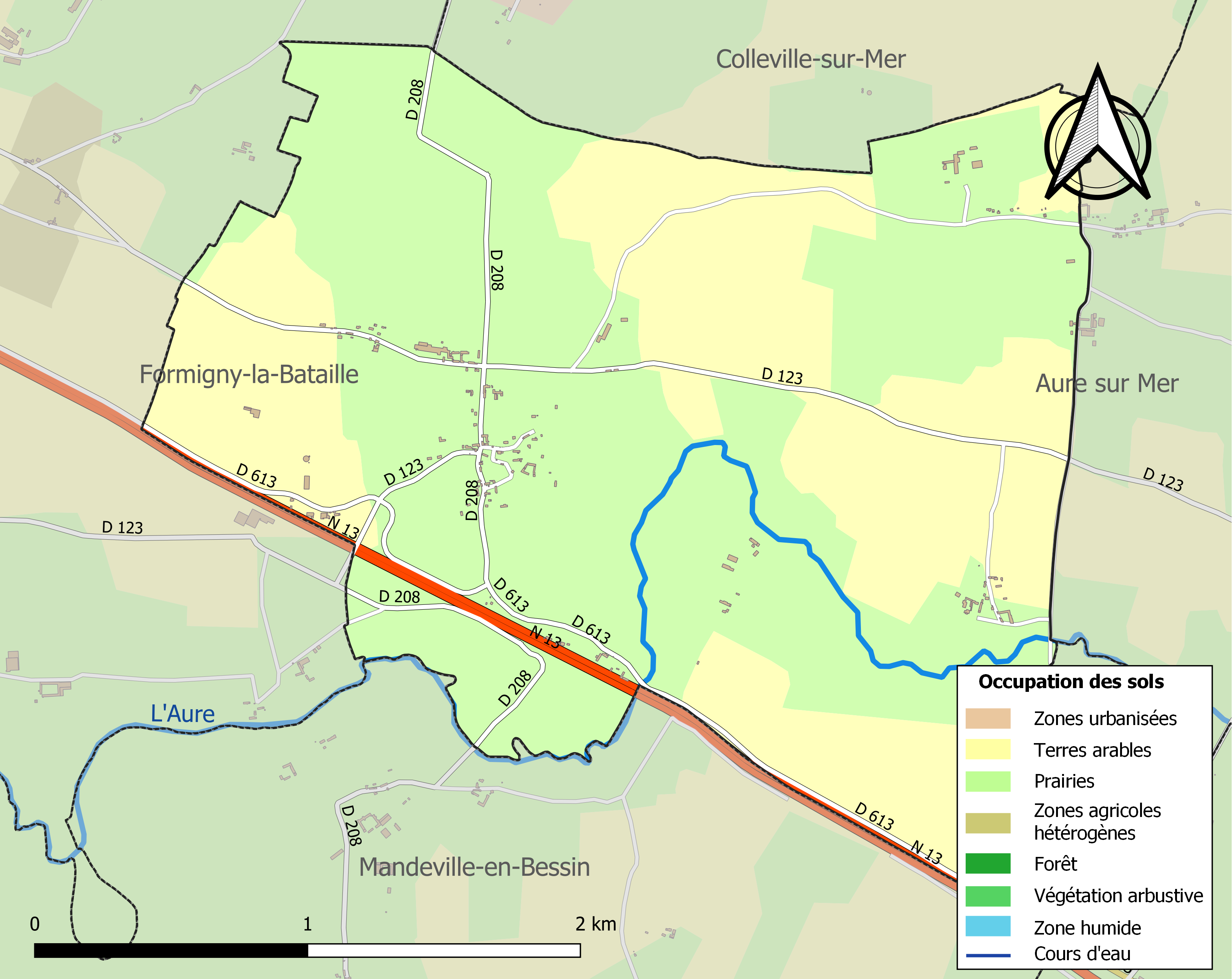
Carte des infrastructures et de l'occupation des sols de la commune en 2018 (CLC).

## Toponymie
Surrehanio (ablatif) au XIe siècle, Surrehain au XIe siècle, Surreheim 2e moitié du XIIe siècle, Surreheim au 1225, Surrehan au 1257, Surayn en 1417.
Il s'agirait d'une formation toponymique saxonne en -ham (voir français hameau) au sens de « maison, village », influencée phonétiquement par le vieux norrois heimr de sens proche. Le premier élément est vraisemblablement le saxon sudher « au sud ». Il trouverait son exact correspondant dans le toponyme anglais Southerham (Wiltshire).
N.B. : Étant donné la nature des formes anciennes, on peut y voir la formation entièrement scandinave (ou en partie scandinave) Suðrheimr (cf. Suðurheim, Islande, attesté dans la saga de Friðþjof et le premier élément Sørum- de Sørum-gårdene, Norvège).

## Histoire
Les traces d'une motte témoignent d'un château-forteresse aujourd'hui totalement disparu.
En 1824, Surrain (338 habitants en 1821) absorbe Houtteville (83 habitants), à l'est de son territoire.

## Politique et administration
| Période                                  | Période   | Identité       | Étiquette | Qualité |
| ---------------------------------------- | --------- | -------------- | --------- | ------- |
| ?                                        | mars 2001 | Bernard Énée   |           |         |
| mars 2001                                | En cours  | Benoît Aimable | DVD       |         |
| Les données manquantes sont à compléter. |           |                |           |         |

Le conseil municipal est composé de onze membres dont le maire et deux adjoints.

## Démographie
L'évolution du nombre d'habitants est connue à travers les recensements de la population effectués dans la commune depuis 1793. Pour les communes de moins de 10 000 habitants, une enquête de recensement portant sur toute la population est réalisée tous les cinq ans, les populations de référence des années intermédiaires étant quant à elles estimées par interpolation ou extrapolation. Pour la commune, le premier recensement exhaustif entrant dans le cadre du nouveau dispositif a été réalisé en 2005.
En 2022, la commune comptait 142 habitants, en évolution de −10,13 % par rapport à 2016 (Calvados : +1,58 %, France hors Mayotte : +2,11 %).
Surrain a compté jusqu'à 391 habitants en 1836, mais les communes de Surrain et de Houtteville, fusionnées en 1824, totalisaient 419 habitants en 1800 (respectivement 321 et 98).
| 1793 | 1800 | 1806 | 1821 | 1831 | 1836 | 1841 | 1846 | 1851 |
| ---- | ---- | ---- | ---- | ---- | ---- | ---- | ---- | ---- |
| 304  | 321  | 671  | 338  | 382  | 391  | 311  | 385  | 372  |

| 1856 | 1861 | 1866 | 1872 | 1876 | 1881 | 1886 | 1891 | 1896 |
| ---- | ---- | ---- | ---- | ---- | ---- | ---- | ---- | ---- |
| 350  | 345  | 354  | 323  | 320  | 322  | 271  | 281  | 255  |

| 1901 | 1906 | 1911 | 1921 | 1926 | 1931 | 1936 | 1946 | 1954 |
| ---- | ---- | ---- | ---- | ---- | ---- | ---- | ---- | ---- |
| 238  | 222  | 213  | 170  | 166  | 166  | 141  | 145  | 154  |

| 1962 | 1968 | 1975 | 1982 | 1990 | 1999 | 2005 | 2006 | 2010 |
| ---- | ---- | ---- | ---- | ---- | ---- | ---- | ---- | ---- |
| 137  | 143  | 121  | 108  | 123  | 139  | 149  | 148  | 162  |

| 2015 | 2020 | 2022 | - | - | - | - | - | - |
| ---- | ---- | ---- | - | - | - | - | - | - |
| 157  | 147  | 142  | - | - | - | - | - | - |

| 1793 | 1800 | 1806 | 1821 |
| ---- | ---- | ---- | ---- |
| 102  | 98   | 92   | 83   |

## Économie
La commune se situe dans la zone géographique des appellations d'origine protégée (AOP) Beurre d'Isigny et Crème d'Isigny.

## Lieux et monuments
- L'église Saint-Martin de Surrain, en partie du XIe siècle et très remaniée, abrite deux hauts-reliefs du XVIe, deux cloches du XVIIIe (« Thérèse Elisabeth » et « Barbe Félicité ») et une Vierge à l'Enfant du XVIIIe, classés au titre objet au monuments historiques[28].
- L'église Saint-Michel de Houtteville a été détruite au XIXe siècle.
- Vestiges d'une motte féodale à l'est de l'église. Le presbytère a été bâti dans la basse-cour[29].